# Sauveterre-de-Guyenne
Pour les articles homonymes, voir Sauveterre.
Sauveterre-de-Guyenne est une commune du Sud-Ouest de la France, située dans le département de la Gironde, en région Nouvelle-Aquitaine.
Ses habitants sont appelés les Sauveterriens.

## Géographie

### Localisation
La commune appartient à l'arrondissement de Langon ; elle faisait partie de l'arrondissement de la Réole supprimé le 10 septembre 1926. Elle a été chef-lieu de canton du canton de Sauveterre-de-Guyenne jusqu'à la réforme de 2014, à la création du canton du Réolais et des Bastides.
Commune de Guyenne située au cœur du vignoble de l'Entre-deux-Mers et arrosée par la Vignague, affluent du Dropt, Sauveterre se trouve à 49 km à l'est-sud-est de Bordeaux, chef-lieu du département et à 22 km au nord-est de Langon, chef-lieu d'arrondissement.

### Communes limitrophes
Les communes limitrophes sont Cleyrac au nord-est, Caumont à l'est, Saint-Martin-du-Puy au sud-est, Saint-Hilaire-du-Bois au sud, Saint-Sulpice-de-Pommiers au sud-ouest, Saint-Brice à l'ouest, Daubèze à l'ouest-nord-ouest, Frontenac au nord-ouest et Blasimon au nord.
| Frontenac Daubèze         | Blasimon              | Cleyrac             |
| Saint-Brice               | Sauveterre-de-Guyenne | Caumont             |
| Saint-Sulpice-de-Pommiers | Saint-Hilaire-du-Bois | Saint-Martin-du-Puy |

### Climat
Le climat qui caractérise la commune est qualifié, en 2010, de « climat océanique altéré », selon la typologie des climats de la France qui compte alors huit grands types de climats en métropole. En 2020, la commune ressort du même type de climat dans la classification établie par Météo-France, qui ne compte désormais, en première approche, que cinq grands types de climats en métropole. Il s’agit d’une zone de transition entre le climat océanique, le climat de montagne et le climat semi-continental. Les écarts de température entre hiver et été augmentent avec l'éloignement de la mer. La pluviométrie est plus faible qu'en bord de mer, sauf aux abords des reliefs.
Les paramètres climatiques qui ont permis d’établir la typologie de 2010 comportent six variables pour les températures et huit pour les précipitations, dont les valeurs correspondent à la normale 1971-2000. Les sept principales variables caractérisant la commune sont présentées dans l'encadré ci-après.
| Paramètres climatiques communaux sur la période 1971-2000 - Moyenne annuelle de température : 13 °C - Nombre de jours avec une température inférieure à −5 °C : 1,5 j - Nombre de jours avec une température supérieure à 30 °C : 8,2 j - Amplitude thermique annuelle : 15,2 °C - Cumuls annuels de précipitation : 852 mm - Nombre de jours de précipitation en janvier : 11,5 j - Nombre de jours de précipitation en juillet : 6,4 j |

Avec le changement climatique, ces variables ont évolué. Une étude réalisée en 2014 par la direction générale de l'Énergie et du Climat complétée par des études régionales prévoit en effet que la  température moyenne devrait croître et la pluviométrie moyenne baisser, avec toutefois de fortes variations régionales. La station météorologique de Météo-France installée sur la commune et mise en service en 1978 permet de connaître l'évolution des indicateurs météorologiques. Le tableau détaillé pour la période 1981-2010 est présenté ci-après.
| Mois                                  | jan.             | fév.           | mars           | avril           | mai           | juin           | jui.          | août          | sep.          | oct.            | nov.          | déc.           | année      |
| ------------------------------------- | ---------------- | -------------- | -------------- | --------------- | ------------- | -------------- | ------------- | ------------- | ------------- | --------------- | ------------- | -------------- | ---------- |
| Température minimale moyenne (°C)     | 2,3              | 2,7            | 4,6            | 6,7             | 10,5          | 13,5           | 15            | 15,1          | 12            | 9,7             | 5,3           | 3              | 8,4        |
| Température moyenne (°C)              | 5,6              | 6,9            | 9,7            | 11,9            | 15,9          | 19,1           | 21            | 21,1          | 17,8          | 14,4            | 9             | 6,3            | 13,3       |
| Température maximale moyenne (°C)     | 9                | 11,2           | 14,8           | 17,2            | 21,3          | 24,7           | 27            | 27,1          | 23,6          | 19,1            | 12,8          | 9,6            | 18,2       |
| Record de froid (°C) date du record   | −16,6 17.01.1987 | −12,2 09.02.12 | −10,6 01.03.05 | −2,4 21.04.1991 | 1 05.05.19    | 5,2 07.06.1986 | 7 08.07.1978  | 4 30.08.1986  | 2,4 25.09.02  | −3,9 30.10.1997 | −8 18.11.07   | −10,5 16.12.01 | −16,6 1987 |
| Record de chaleur (°C) date du record | 19,8 13.01.1993  | 24,3 27.02.19  | 25,5 20.03.05  | 29,3 07.04.11   | 33,6 30.05.01 | 37,8 26.06.19  | 40,7 23.07.19 | 40,1 13.08.03 | 35,5 12.09.16 | 31,5 03.10.1985 | 25 08.11.1985 | 20 16.12.1989  | 40,7 2019  |
| Précipitations (mm)                   | 71,2             | 59,9           | 56,5           | 78,1            | 71,7          | 53             | 48,9          | 64,1          | 63,9          | 73,2            | 84,3          | 84,3           | 809,1      |

## Urbanisme

### Typologie
Au 1er janvier 2024, Sauveterre-de-Guyenne est catégorisée bourg rural, selon la nouvelle grille communale de densité à sept niveaux définie par l'Insee en 2022.
Elle est située hors unité urbaine et hors attraction des villes,.

### Occupation des sols

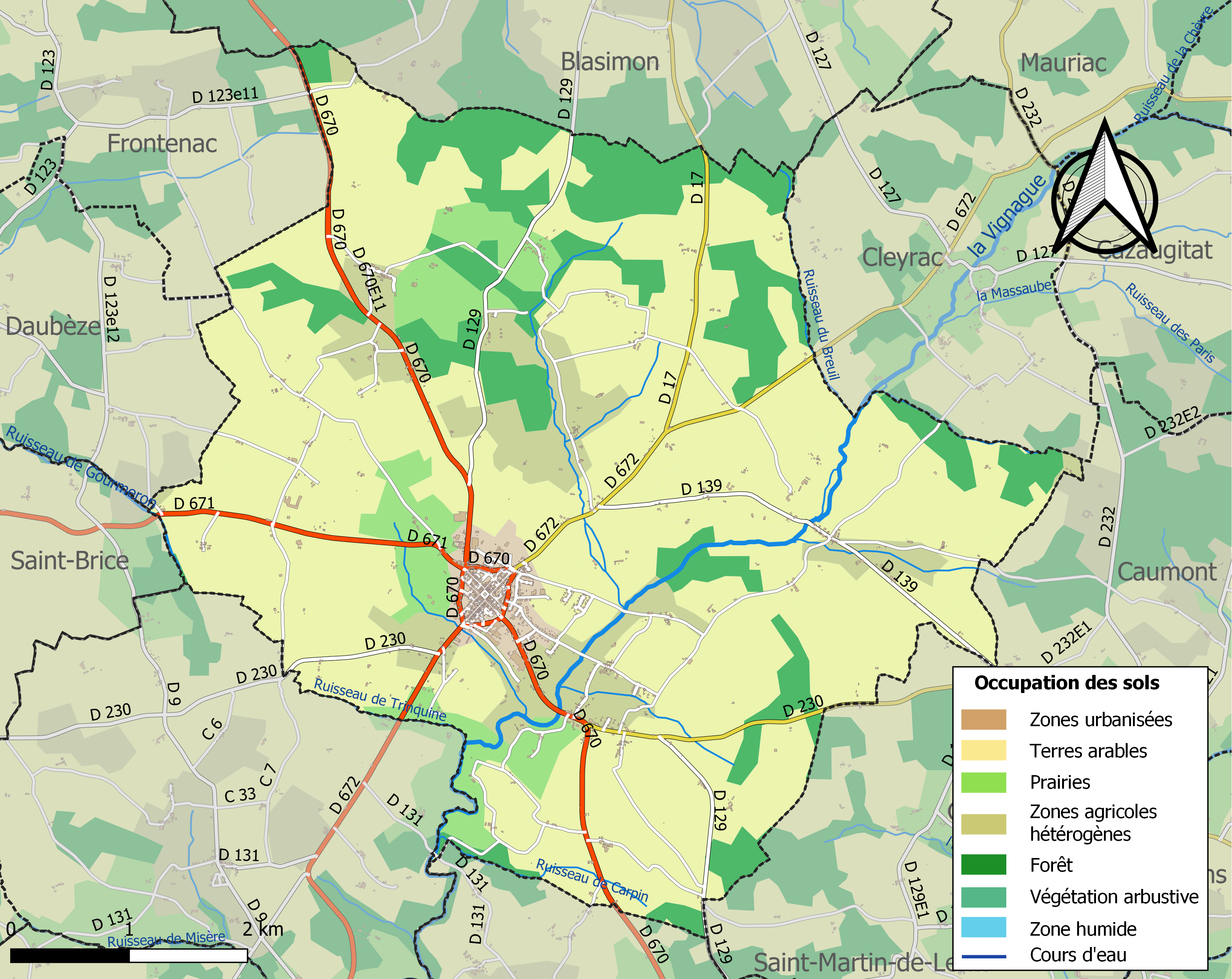
Carte des infrastructures et de l'occupation des sols de la commune en 2018 (CLC).

L'occupation des sols de la commune, telle qu'elle ressort de la base de données européenne d’occupation biophysique des sols Corine Land Cover (CLC), est marquée par l'importance des territoires agricoles (83,2 % en 2018), une proportion sensiblement équivalente à celle de 1990 (83,3 %). La répartition détaillée en 2018 est la suivante : 
cultures permanentes (56,2 %), forêts (14,5 %), terres arables (10,4 %), zones agricoles hétérogènes (9,9 %), prairies (6,7 %), zones urbanisées (2,3 %). L'évolution de l’occupation des sols de la commune et de ses infrastructures peut être observée sur les différentes représentations cartographiques du territoire : la carte de Cassini (XVIIIe siècle), la carte d'état-major (1820-1866) et les cartes ou photos aériennes de l'IGN pour la période actuelle (1950 à aujourd'hui).

### Voies de communication et transports
Les principales voies de communication routière, traversant toutes deux la ville, sont la route départementale D670, ancienne route nationale 670, qui mène vers le nord-nord-ouest à Saint-Jean-de-Blaignac et Libourne et vers le sud-sud-est à La Réole, la route départementale D672, ancienne route nationale 672, qui mène vers le sud-ouest à Saint-Macaire et Langon et vers le nord-est à Pellegrue et Sainte-Foy-la-Grande ; la route départementale D671, ancienne route nationale 671 mène vers le nord-ouest vers Targon et à Créon ; vers le nord, la route départementale D129, commençant sur la D670 un peu après Le Puch, mène à Blasimon ; vers le sud-est, la route départementale D230, commençant sur la D670 à Saint-Romain-de-Vignagne, mène à Monségur.
Les accès no 3, dit de Langon, et no 4, dit de La Réole, à l'autoroute A62 (Bordeaux-Toulouse) sont tous deux distants de 23 km, le premier vers le sud-ouest, le second vers le sud-est.

L'accès no 1, dit de Bazas, à l'autoroute A65 (Langon-Pau) se situe à 36 km vers le sud-sud-ouest.

L'accès le plus proche à l'autoroute A89 (Bordeaux-Lyon) est celui de l'échangeur autoroutier avec la route nationale 89 qui se situe à 31 km vers le nord-ouest.
La gare SNCF la plus proche est celle, distante de 14 km par la route vers le sud, de Gironde-sur-Dropt sur la ligne Bordeaux-Sète du TER Nouvelle-Aquitaine. Sur la même ligne mais offrant plus d'opportunités de liaisons, la gare de La Réole se situe à 15 km par la route vers le sud-est.

### Risques majeurs
Le territoire de la commune de Sauveterre-de-Guyenne est vulnérable à différents aléas naturels : météorologiques (tempête, orage, neige, grand froid, canicule ou sécheresse), mouvements de terrains et séisme (sismicité très faible). Un site publié par le BRGM permet d'évaluer simplement et rapidement les risques d'un bien localisé soit par son adresse soit par le numéro de sa parcelle.
Les mouvements de terrains susceptibles de se produire sur la commune sont des affaissements et effondrements liés aux cavités souterraines (hors mines). Par ailleurs, afin de mieux appréhender le risque d’affaissement de terrain, un inventaire national permet de localiser les éventuelles cavités souterraines sur la commune.

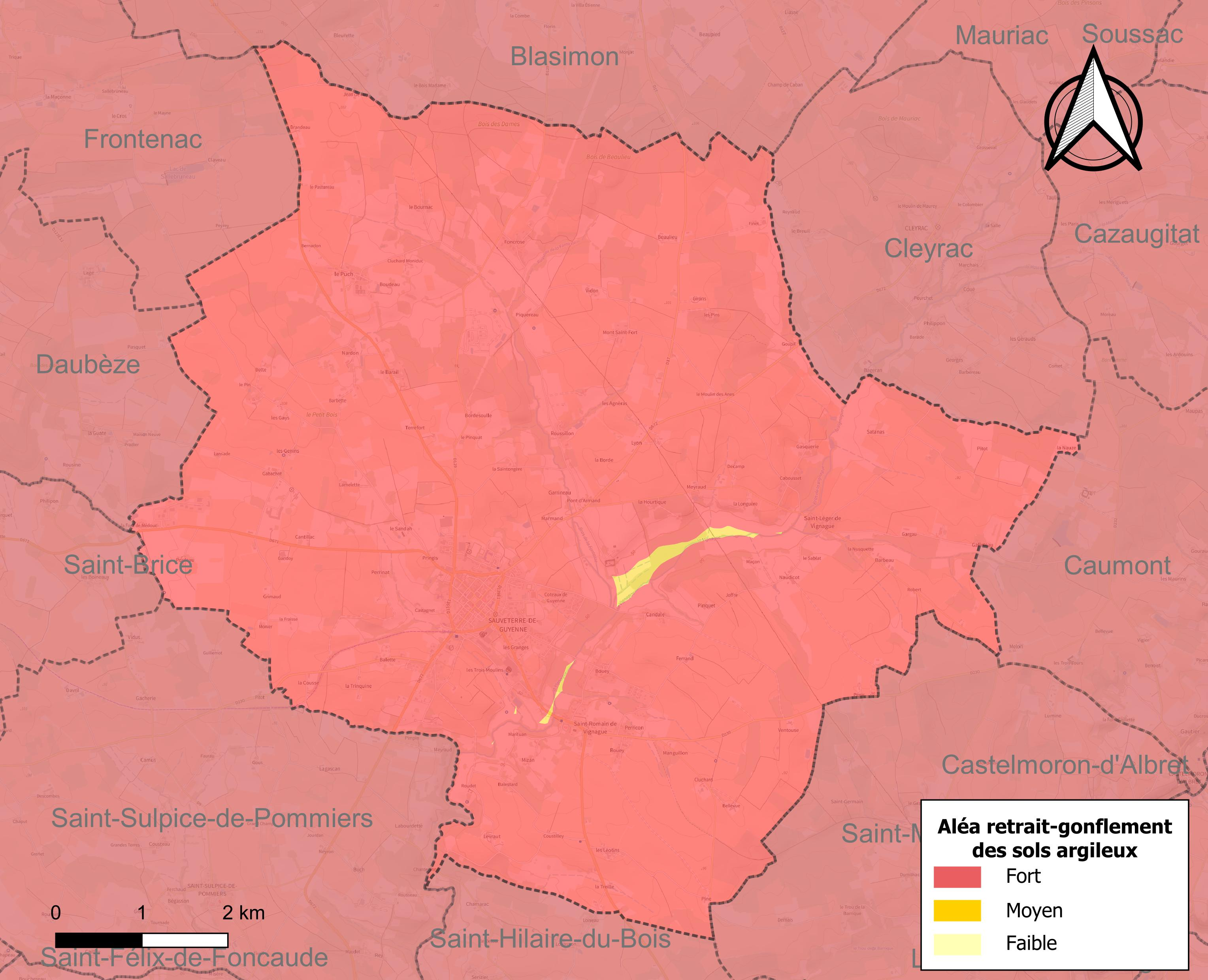
Carte des zones d'aléa retrait-gonflement des sols argileux de Sauveterre-de-Guyenne.

Le retrait-gonflement des sols argileux est susceptible d'engendrer des dommages importants aux bâtiments en cas d’alternance de périodes de sécheresse et de pluie. La totalité de la commune est en aléa moyen ou fort (67,4 % au niveau départemental et 48,5 % au niveau national). Sur les 972 bâtiments dénombrés sur la commune en 2019, 972 sont en aléa moyen ou fort, soit 100 %, à comparer aux 84 % au niveau départemental et 54 % au niveau national. Une cartographie de l'exposition du territoire national au retrait gonflement des sols argileux est disponible sur le site du BRGM,.
La commune a été reconnue en état de catastrophe naturelle au titre des dommages causés par les inondations et coulées de boue survenues en 1982, 1999 et 2009, par la sécheresse en 2005 et 2017 et par des mouvements de terrain en 1999.

## Toponymie
La bastide a été construite en lieu et place d'un petit village appelé Athala et fut nommée Salveterra en 1281 qui devint Saubeterre puis Sauveterre.

Appelée communément mais officieusement Sauveterre-en-Bazadais, la commune devient Sauveterre-de-Guyenne en 1896.
De l'occitan salva terra, soit « terre sauve » ou « terre du salut », un « lieu d'asile ».
Le nom de la commune est Sauvatèrra de Guiana en gascon.

## Histoire
Bastide d'origine anglaise, elle fut fondée en 1281 par Édouard Ier.
Dès le IXe siècle, il existe une bourgade de quelques maisons autour d’un prieuré. Au XIIIe siècle, un petit château en bois habité par Dame Athalésie est édifié sur une hauteur et la cité prend alors le nom d’Athala.
Pour mettre fin aux rivalités seigneuriales, le roi Édouard Ier d'Angleterre, aussi duc d’Aquitaine, accepte la création d’une bastide en 1281 avec des privilèges accordés en 1283.
Le 1er juin 1341, le roi d'Angleterre et duc d'Aquitaine Édouard III donne à Bérard Ier de Vayres, de la famille d'Albret, en récompense de ses services, les seigneuries de Blasimon, de Sauveterre et de Cubzac.
La bastide changea 10 fois de camp, française, anglaise, et devient française définitivement en 1451, deux ans avant la fin de la Guerre de Cent Ans. Elle fut administrée par une jurade jusqu’à la Révolution française.
À la Révolution, la paroisse Notre-Dame de Sauveterre forme la commune de Sauveterre, la paroisse Saint-Léger de Vignague, annexe de Notre-Dame de Sauveterre, forme la commune de Saint-Léger-de-Vignague, la paroisse Saint-Romain de Vignague, annexe de Notre-Dame de Sauveterre, forme la commune de Saint-Romain-de-Vignague et la paroisse Saint-Christophe de Puch, annexe de Saint-Jean de Sallebruneau, forme la commune du Puch.
En 1896, la commune de Sauveterre devient Sauveterre-de-Guyenne.
Le 1er mai 1965, les communes du Puch, de Saint-Léger-de-Vignague et de Saint-Romain-de-Vignague sont rattachées à la commune de Sauveterre-de-Guyenne et passe de 26 hectares à plus de 3 000 pour devenir le centre prospère du Sauveterrois, région viticole et touristique.
Les murs de la bastide furent démantelés en 1838 mais les portes ont pu être conservées. À ce jour, Sauveterre est la seule des huit bastides girondines à avoir conservé les quatre portes d’entrée de ville. L’une d’entre elles, la porte Saubotte (17 mètres de hauteur - 2 salles de garde) a été entièrement restaurée et peut se visiter.
L’église Notre-Dame est reconstruite au XIIIe siècle sur l’emplacement de l’église d’origine du prieuré. Au début du XIXe siècle, son état de délabrement est tel, qu’elle est reconstruite en grande partie dans le style néo-gothique. Son clocher en ardoise est détruit en 1837 par un incendie ; reconstruit en pierre, il est foudroyé  en 1887, puis supprimé. Un nouveau clocher en béton est mis en place en 1933 et démolie pour raison de sécurité en 1981. En 2013, la municipalité décide de restaurer ce clocher et d'y poser un nouveau toit, le 4e de son histoire. Les travaux de restauration, réalisés avec l'architecte en chef des monuments historiques Goutal, sont terminés en juillet 2014. Sur le contrefort sud du chevet se trouve un cadran solaire datant du XIIIe siècle.
Du 25 au 28 juin 1940, Sauveterre-de-Guyenne accueillait le gouvernement belge d'Hubert Pierlot en exil. Après l’armistice signé en 1940, fut mise en place la ligne de démarcation entre la France occupée et la Zone libre. Elle passait devant les portes Saint-Léger et Saint Romain. La bastide de Sauveterre était en zone occupée.

## Politique et administration

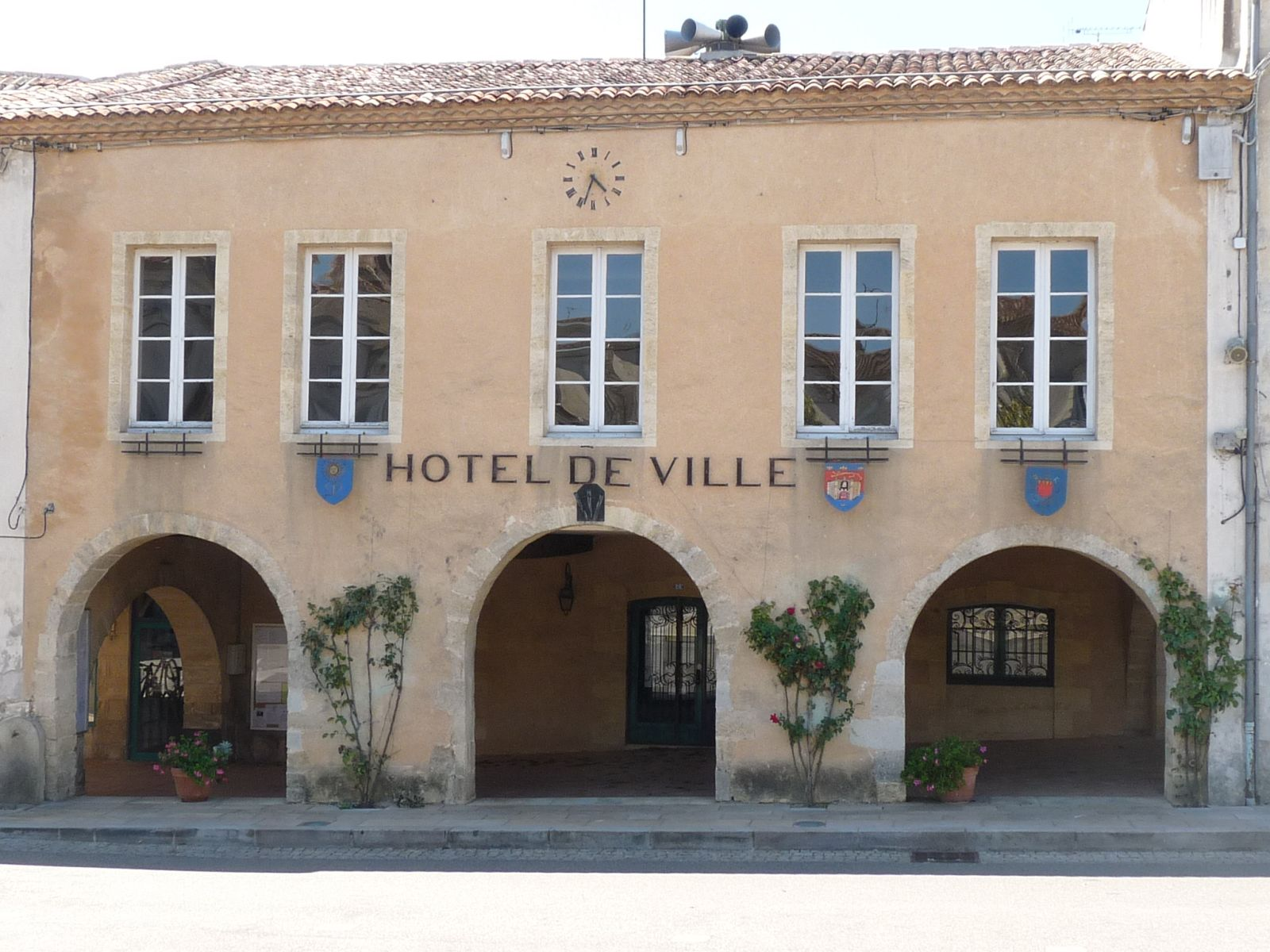
L'hôtel de ville.

| Période                                  | Période   | Identité                    | Étiquette  | Qualité |
| ---------------------------------------- | --------- | --------------------------- | ---------- | --- |
| Les données manquantes sont à compléter. |           |                             |            | |
| mars 1965                                | 1975 †    | Robert Barrière (1909-1975) | CNIP       | Viticulteur, conseiller municipal (1947-1953), adjoint au maire (1953-1959) puis maire de Saint-Romain-de-Vignague (1959-1965), conseiller général (1955-1975), député de la Gironde (1962-1967) |
| 1975                                     | mars 1977 | Michel Martin               |            | |
| mars 1977                                | mars 1989 | Jean Lécussant              | PS         | |
| mars 1989                                | mars 2001 | Michel Martin               |            | |
| mars 2001                                | mars 2008 | Pierre Teulet               | PS         | Professeur |
| mars 2008                                | mai 2020  | Yves d'Amécourt             | UMP-LR-LMR | Viticulteur, conseiller général (2004-2015), président de la CC du Sauveterrois (2008-2016), président de la CC rurales de l'Entre-Deux-Mers (2017-2020) conseiller régional (2015-2021).        |
| mai 2020                                 | En cours  | Christophe Miqueu           | DVG        | Enseignant Chercheur |

## Population et société

### Démographie

#### Évolution démographique
L'évolution du nombre d'habitants est connue à travers les recensements de la population effectués dans la commune depuis 1793. Pour les communes de moins de 10 000 habitants, une enquête de recensement portant sur toute la population est réalisée tous les cinq ans, les populations de référence des années intermédiaires étant quant à elles estimées par interpolation ou extrapolation. Pour la commune, le premier recensement exhaustif entrant dans le cadre du nouveau dispositif a été réalisé en 2004.

En 2022, la commune comptait 1 874 habitants, en évolution de +6,78 % par rapport à 2016 (Gironde : +6,91 %, France hors Mayotte : +2,11 %).
| 1793 | 1800 | 1806 | 1821 | 1831 | 1836 | 1841 | 1846 | 1851 |
| ---- | ---- | ---- | ---- | ---- | ---- | ---- | ---- | ---- |
| 600  | 545  | 588  | 589  | 734  | 713  | 757  | 830  | 823  |

| 1856 | 1861 | 1866 | 1872 | 1876 | 1881 | 1886 | 1891 | 1896 |
| ---- | ---- | ---- | ---- | ---- | ---- | ---- | ---- | ---- |
| 837  | 850  | 844  | 838  | 849  | 825  | 735  | 786  | 976  |

| 1901 | 1906 | 1911 | 1921 | 1926 | 1931 | 1936 | 1946 | 1954 |
| ---- | ---- | ---- | ---- | ---- | ---- | ---- | ---- | ---- |
| 744  | 799  | 737  | 733  | 730  | 736  | 756  | 695  | 701  |

| 1962 | 1968  | 1975  | 1982  | 1990  | 1999  | 2004  | 2006  | 2009  |
| ---- | ----- | ----- | ----- | ----- | ----- | ----- | ----- | ----- |
| 659  | 1 681 | 1 557 | 1 644 | 1 715 | 1 792 | 1 731 | 1 754 | 1 825 |

| 2014  | 2019  | 2022  | - | - | - | - | - | - |
| ----- | ----- | ----- | - | - | - | - | - | - |
| 1 793 | 1 853 | 1 874 | - | - | - | - | - | - |

En 1965, Sauveterre-de-Guyenne a fusionné avec les communes voisines de Saint-Romain-de-Vignague, Saint Léger-de-Vignague et Le Puch, ce qui explique l'augmentation soudaine de la population.

#### Pyramide des âges
La population de la commune est relativement âgée.
En 2018, le taux de personnes d'un âge inférieur à 30 ans s'élève à 28,0 %, soit en dessous de la moyenne départementale (35,9 %). À l'inverse, le taux de personnes d'âge supérieur à 60 ans est de 33,6 % la même année, alors qu'il est de 24,9 % au niveau départemental.
En 2018, la commune comptait 877 hommes pour 943 femmes, soit un taux de 51,81 % de femmes, légèrement inférieur au taux départemental (52,06 %).
Les pyramides des âges de la commune et du département s'établissent comme suit.
| Hommes | Classe d’âge | Femmes |
| ------ | ------------ | ------ |
| 2,0    | 90 ou +      | 2,3    |
| 10,4   | 75-89 ans    | 15,4   |
| 17,2   | 60-74 ans    | 19,5   |
| 21,3   | 45-59 ans    | 20,6   |
| 18,1   | 30-44 ans    | 16,9   |
| 12,4   | 15-29 ans    | 10,5   |
| 18,5   | 0-14 ans     | 14,8   |

| Hommes | Classe d’âge | Femmes |
| ------ | ------------ | ------ |
| 0,7    | 90 ou +      | 1,9    |
| 6,7    | 75-89 ans    | 8,9    |
| 15,7   | 60-74 ans    | 16,8   |
| 19,9   | 45-59 ans    | 19,3   |
| 19,9   | 30-44 ans    | 19,2   |
| 19,4   | 15-29 ans    | 18,1   |
| 17,7   | 0-14 ans     | 15,8   |

## Économie
L'économie de la commune est principalement tournée vers la viticulture. Le territoire communal est en effet couvert par les appellations Entre-deux-mers, Bordeaux et Bordeaux-supérieur.

## Équipements, services et vie locale

### Voie verte

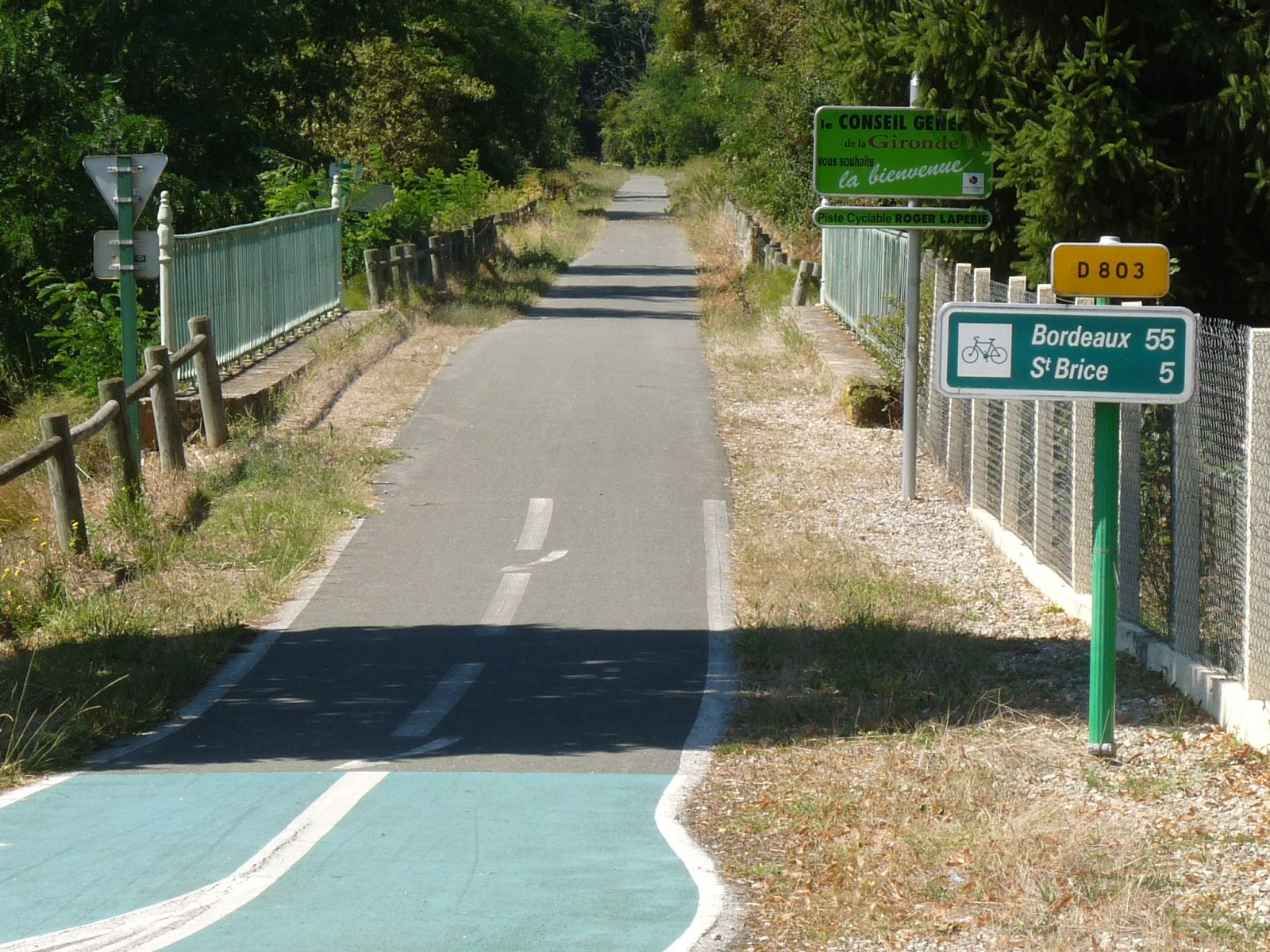
L'entrée de la piste cyclable.

Sauveterre est l'extrémité de la voie verte Roger-Lapébie, ancienne voie ferrée aménagée en piste cyclable, qui la relie à Bordeaux situé à 55 km.

## Lieux et monuments

### Patrimoine civil

#### Place centrale

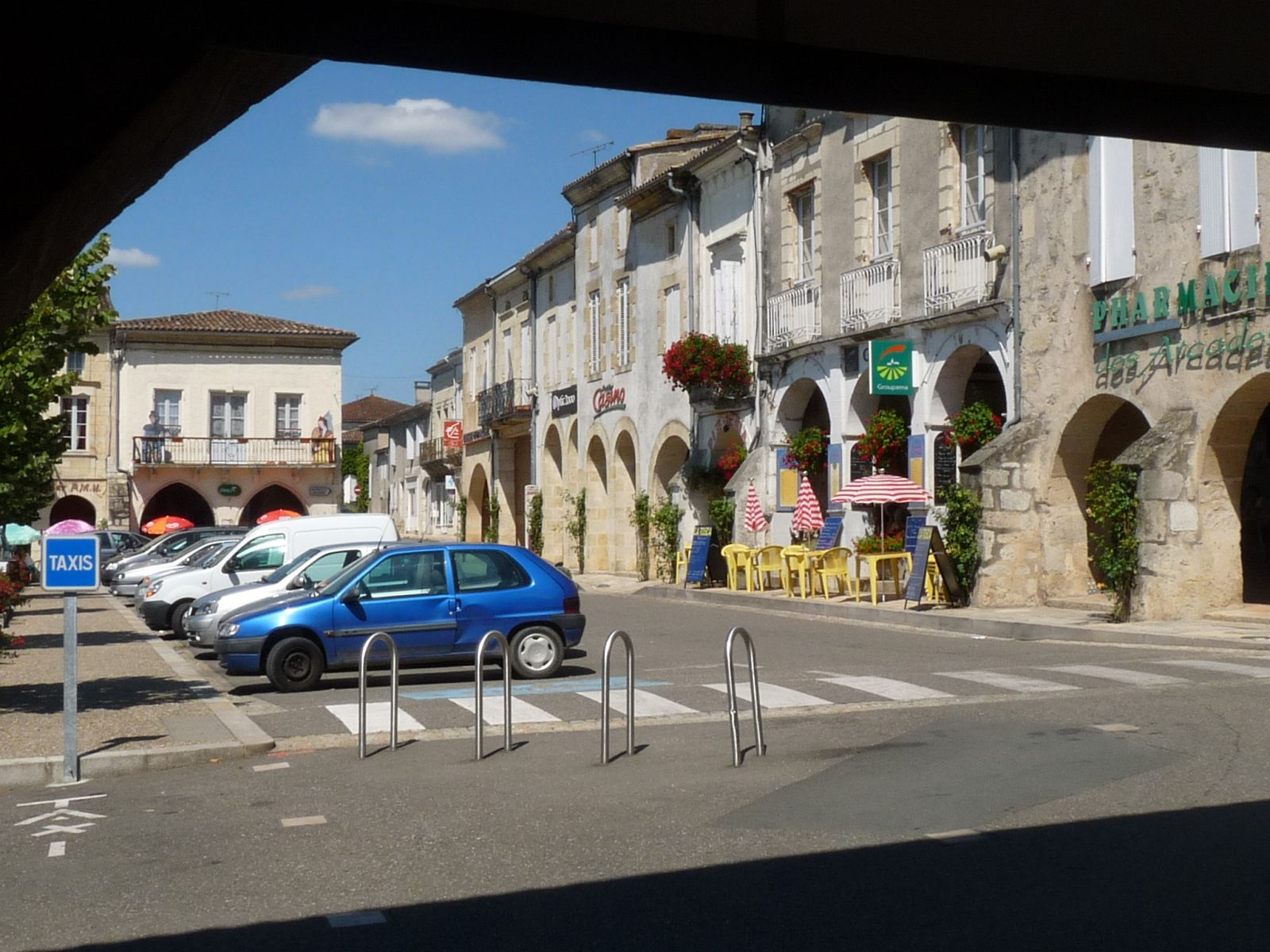
La place centrale et ses arcades.

La place centrale carrée, dite place de la République, caractéristique d'une bastide est entourée d'arcades. L'hôtel de ville et le syndicat d'initiative s'y trouvent, ainsi que de nombreux commerces. Chaque mardi matin, la place accueille le marché.

#### Portes de la ville
Les portes de la ville sont situées aux quatre accès principaux de l'ancienne bastide, sur les routes départementales D670 et D672. Elles sont classées au titre des monuments historiques depuis 1892.

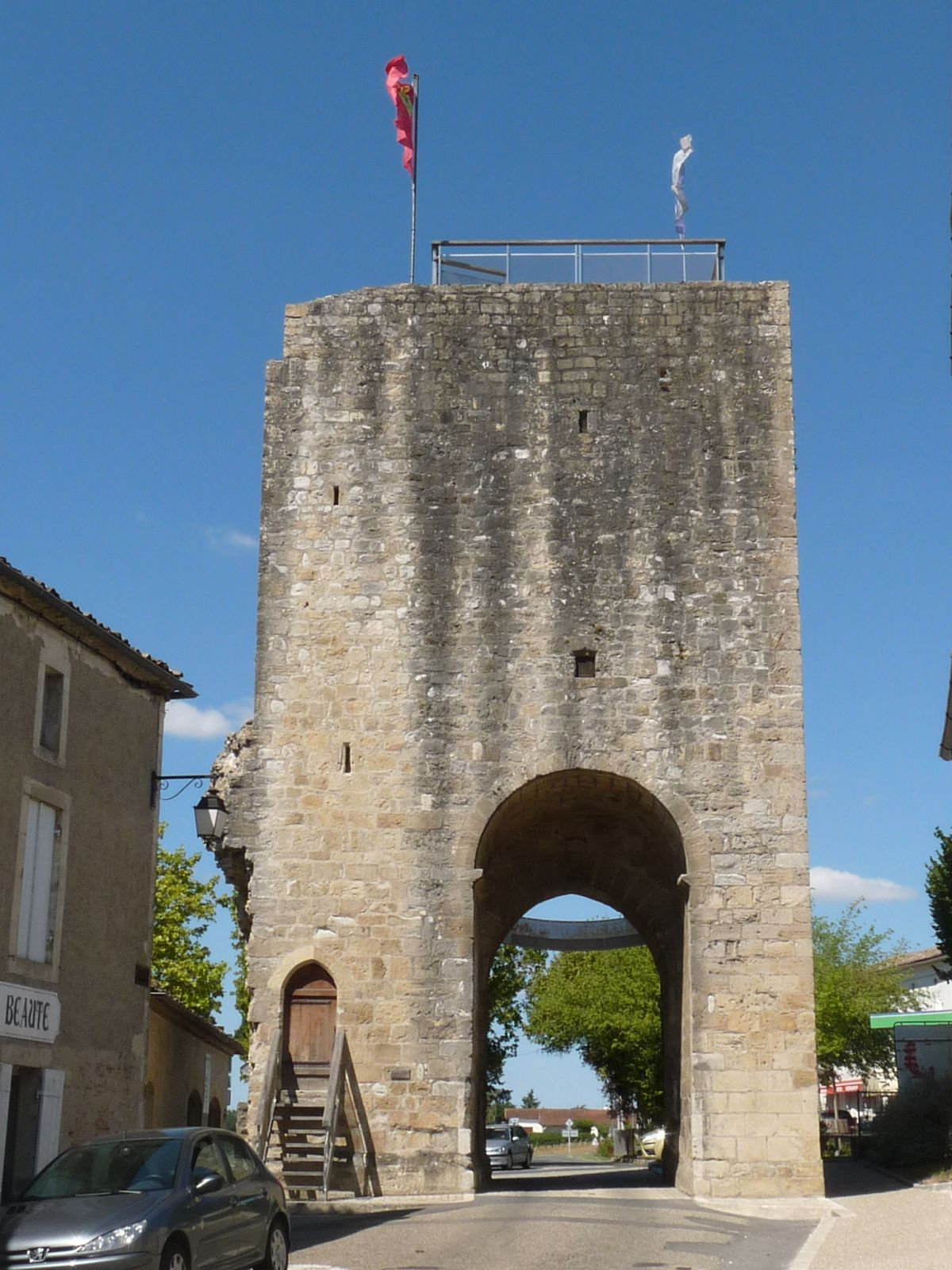
Porte Saubotte, au nord-ouest.
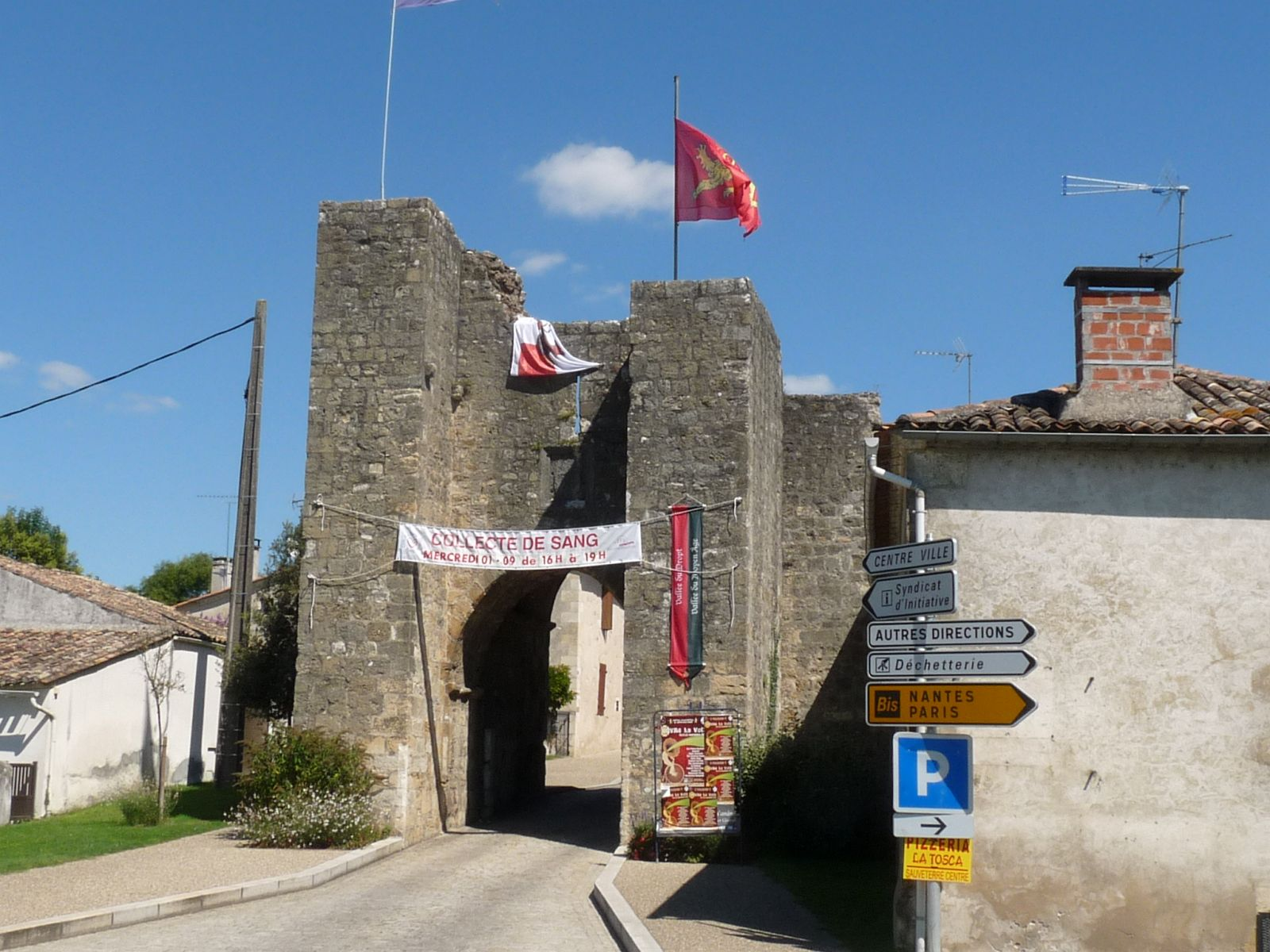
Porte de la Font, au sud-ouest.
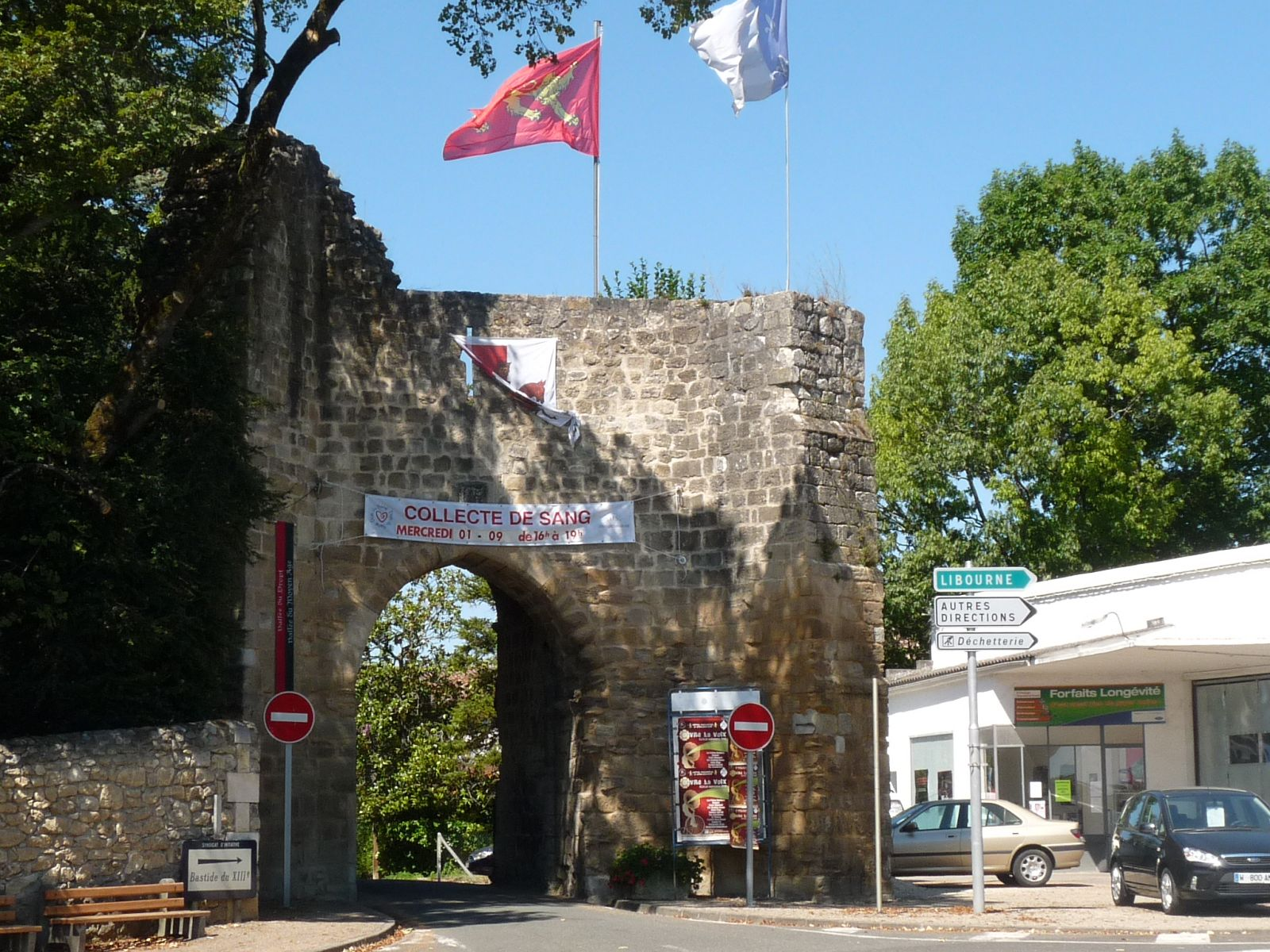
Porte Saint-Romain, au sud-est.
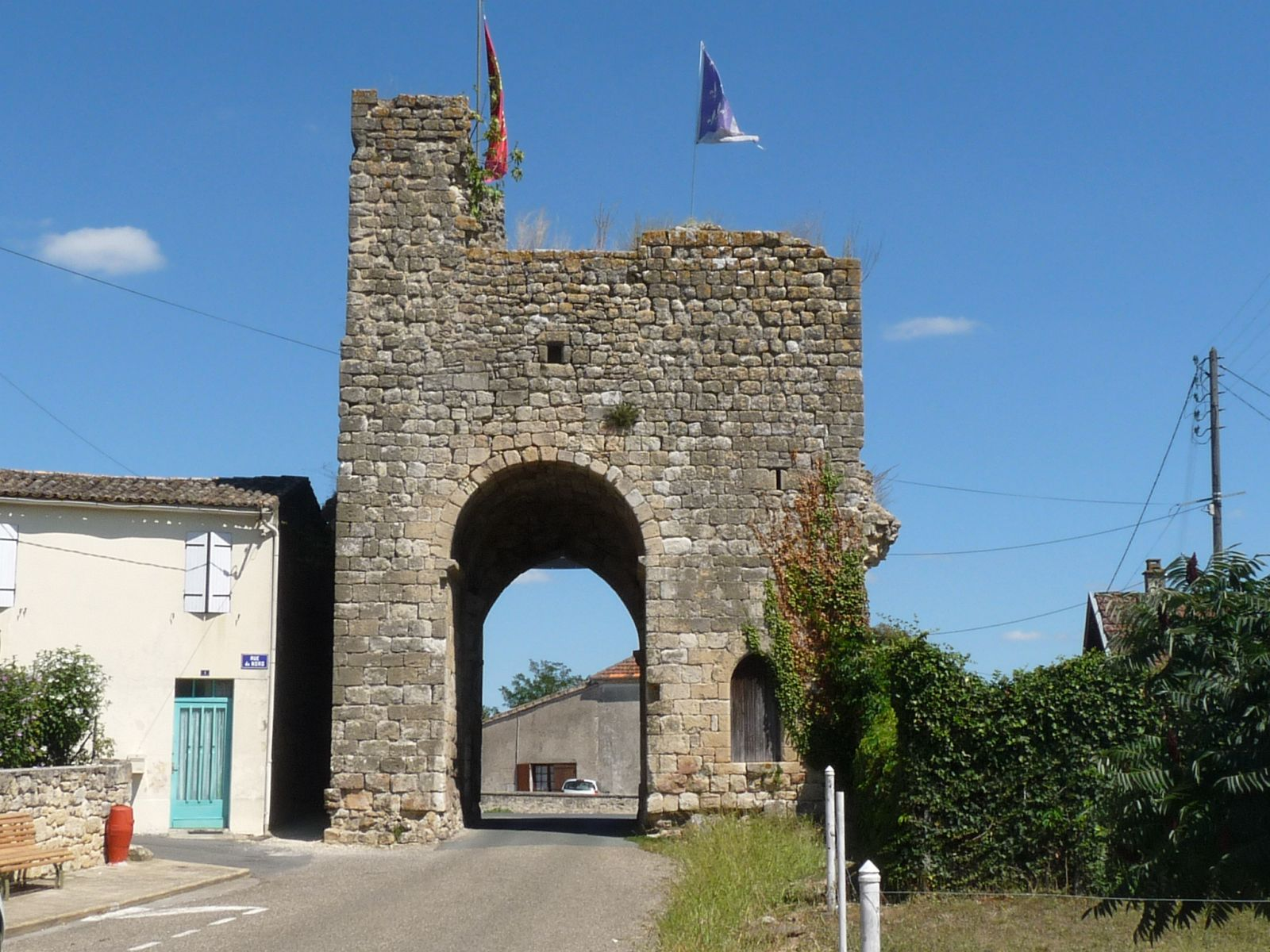
Porte Saint-Léger, au nord-est.

#### Autres
On trouve encore quelques maisons à colombages datant du XVIe siècle (pan de bois et enduit à la chaux).
Le « jardin zoologique » de Raymond Guitet (art brut) mérite de figurer parmi les humbles créations populaires. Bien que ne pouvant rivaliser avec le « Palais Idéal » du Facteur Cheval, il n'en est pas moins, comme ce dernier, un pied de nez au bon goût et aux valeurs établies.
C'est depuis la Place de la République de Sauveterre-de-Guyenne, que s'effectue le départ du cyclo-festival Ouvre La Voix.

### Patrimoine religieux
- L'église Notre-Dame date du XIVe siècle. Remarquable par son abside qui est classée monument historique depuis 1920[32].
- L'église Saint-Christophe du Puch, située au nord de la ville au lieu-dit Le Puch, date des XIe et XIIe siècles et possède un portail à trois voussures ornées au-dessus d’un décor de billettes soutenu par sept modillons dont l’un est un « obscène ». Elle est classée monument historique depuis 1909 pour son portail et inscrite en totalité depuis 2002[33].
- L'église Saint-Léger de Saint-Léger-de-Vignague est située à l'est de la ville au lieu-dit Saint-Léger-de-Vignague. Elle date du XIIe siècle et a été incendiée au XVIe siècle par les protestants. Cette église est tronquée car il ne reste plus que le chœur voûté en coupole byzantine – unique en Gironde - et l’abside en cul de four aplatie. Elle est inscrite aux monuments historiques depuis 1925[34].
- L'église Saint-Romain de Saint-Romain-de-Vignague, située au sud de la ville au lieu-dit Saint-Romain-de-Vignague, est de style roman, datant des XIe, XIIe et XIVe siècles. Elle aussi dispose d’un clocher massif qui n’est pas celui d’origine et qui a probablement remplacé un clocher-pignon. Elle est inscrite aux monuments historiques depuis 2002[35].

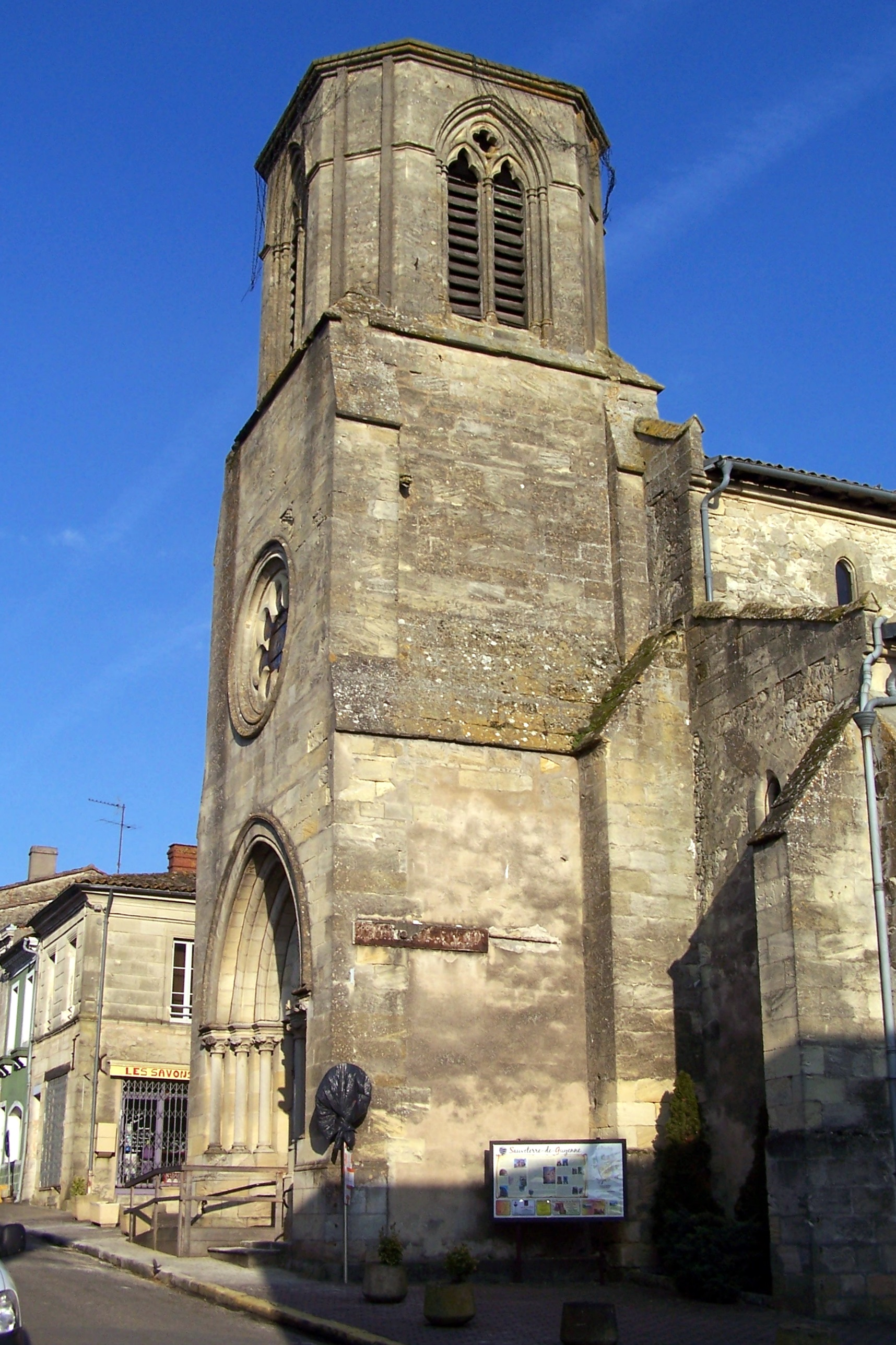
Façade sud-ouest et clocher de l'église Notre-Dame (fév. 2012).
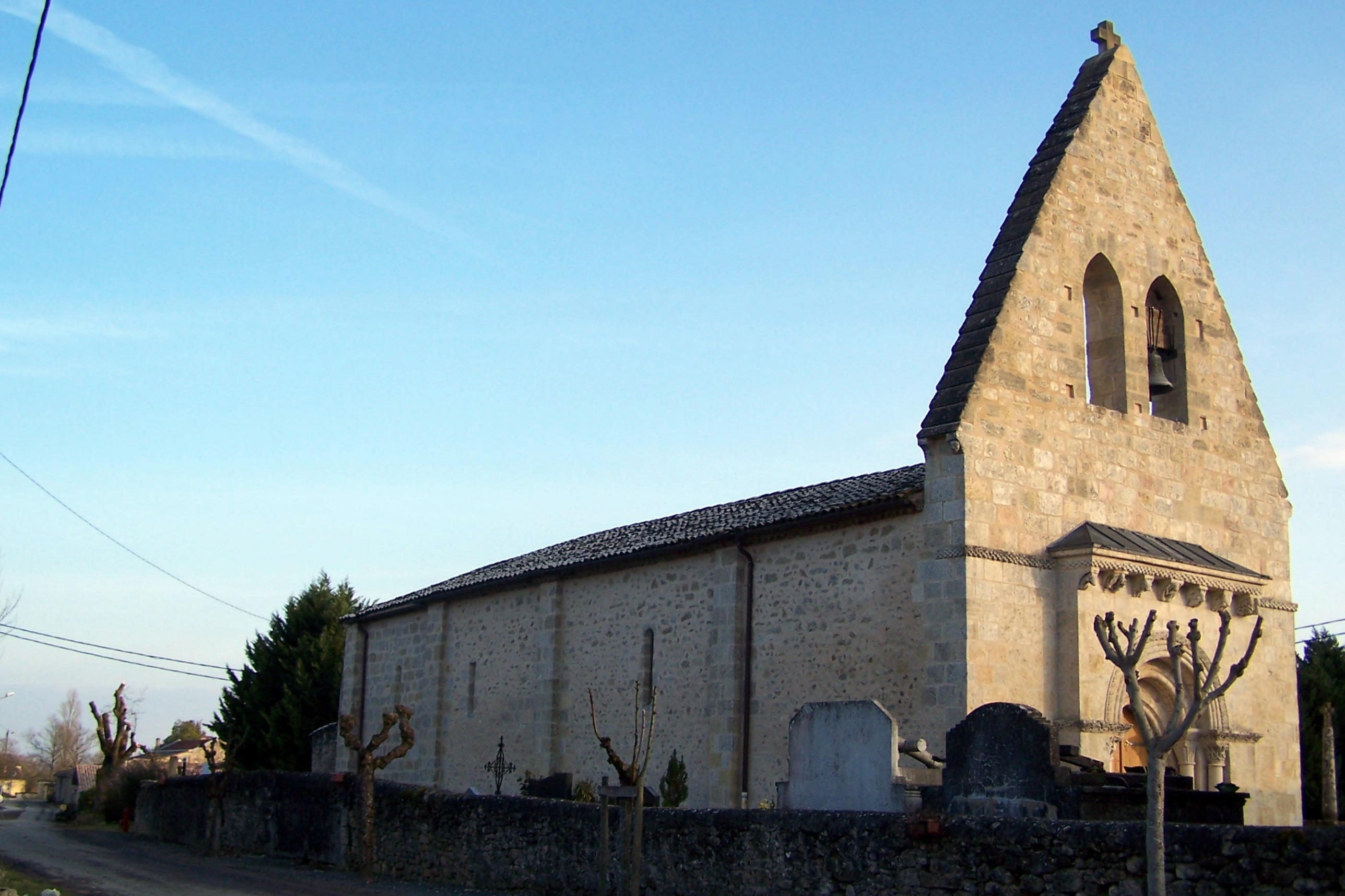
Vue nord-ouest sud de l'église Saint-Christophe du Puch (fév. 2012).
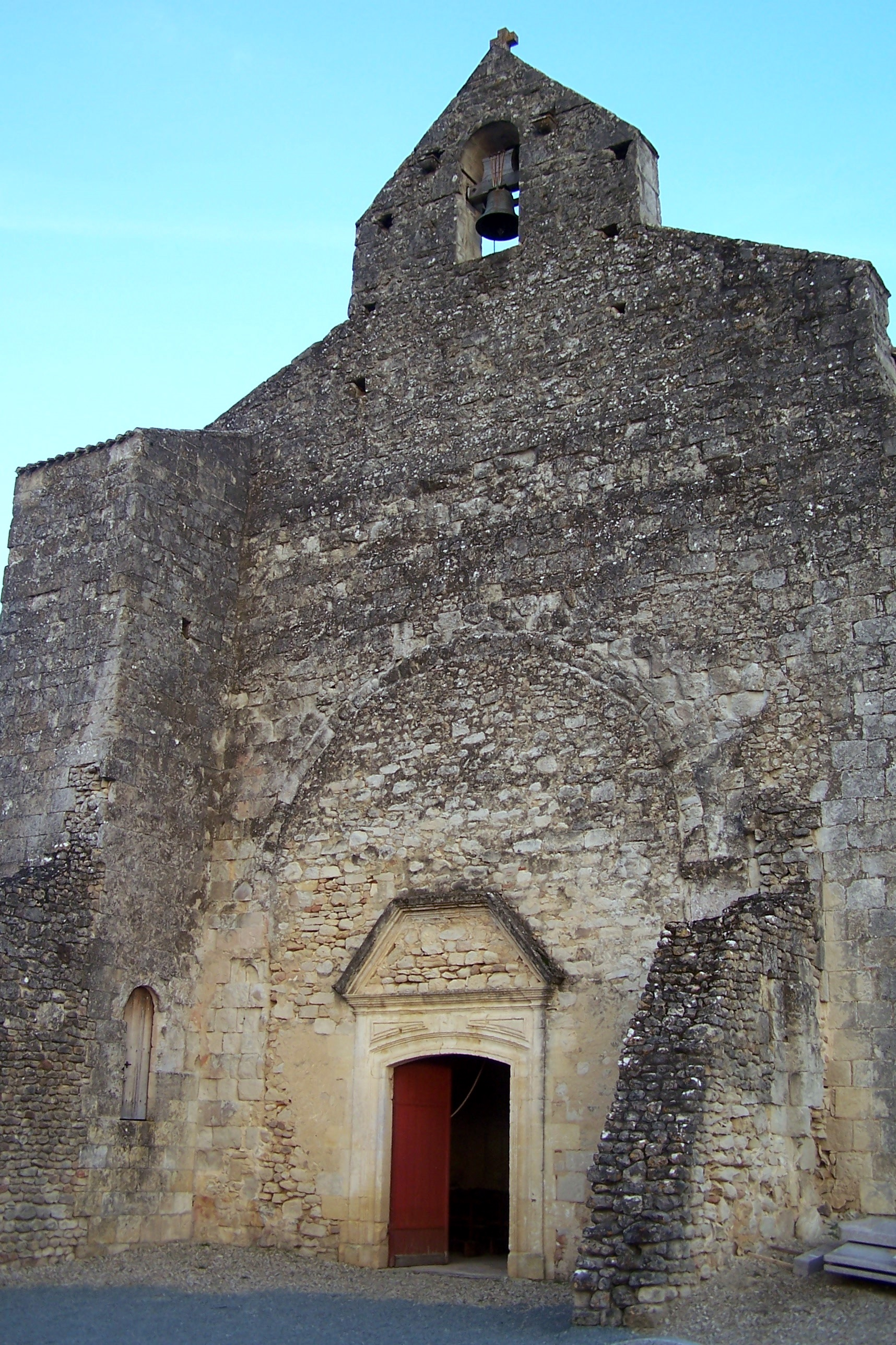
Façade ouest de l'église de Saint-Léger-de-Vignague (fév. 2012).
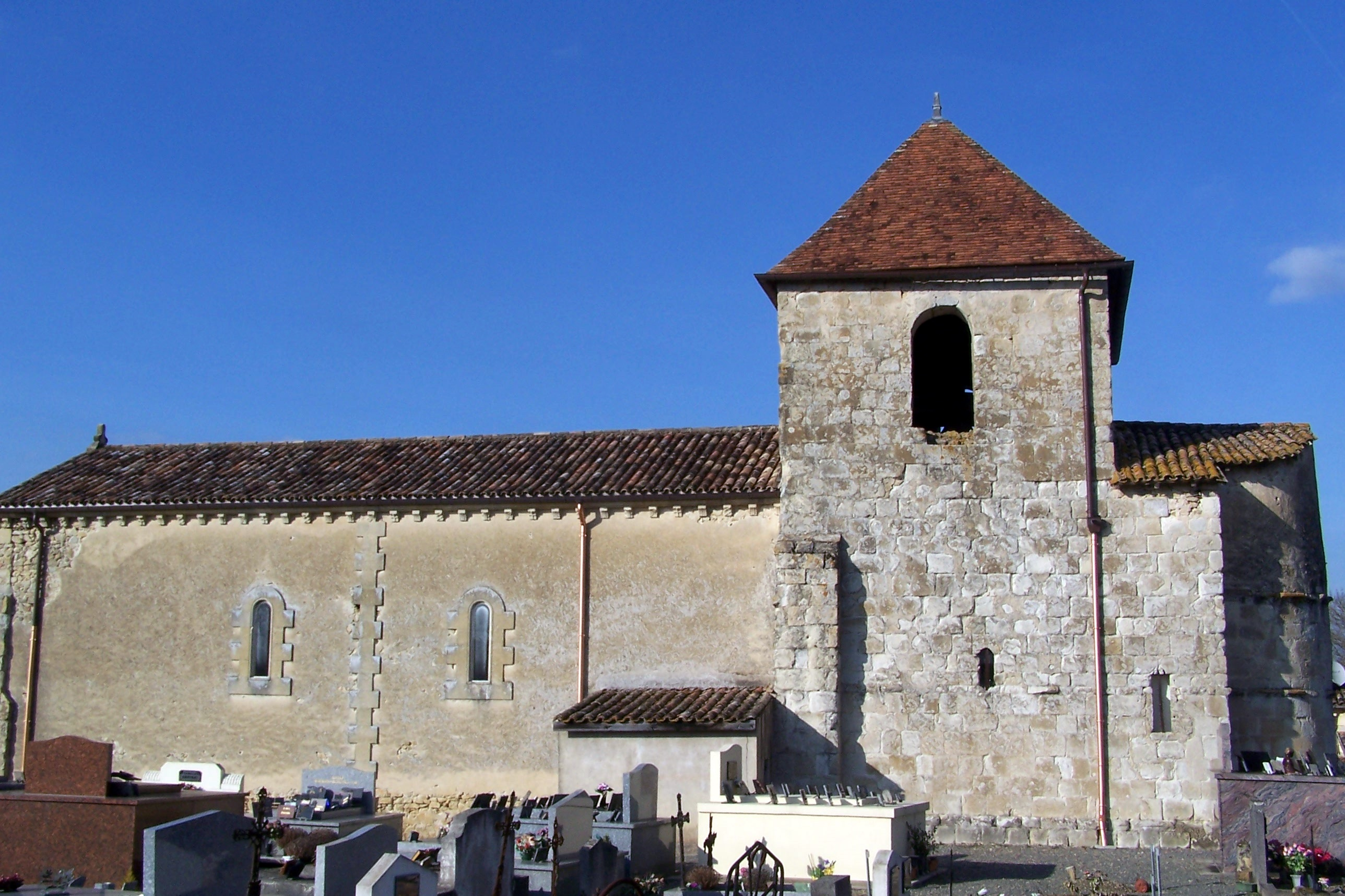
Façade sud de l'église de Saint-Romain-de-Vignague (fév. 2012).

## Personnalités liées à la commune
- Maison d'Astarac
- La famille Bacalan, originaire de Sauveterre-de-Guyenne, a compté parmi ses membres un nombre important de parlementaires bordelais dont l'un fut propriétaire du château Haut Bacalan. Elle possédait un domaine au nord de Bordeaux. Le chemin y menant, le long de la Garonne, prit le nom de « chemin de Bacalan ». La propriété disparut mais le nom resta celui du quartier.
- André Parmentier (1876-1937), tireur sportif né dans la commune.
- Stéphanie Possamaï, judokate française, médaille de bronze aux Jeux Olympiques de Pékin, vice-championne du monde à Rio en 2007, est originaire de Gornac et a commencé le judo sur le tatami de Sauveterre.

## Jumelages
La commune entretient des accords de coopération avec :
- Sottrum (Allemagne) depuis 1973 ;
- Olite (Espagne) depuis 1988[37].